# Maurice Belleux
Maurice Belleux (* 26. März 1908 in Le Palais; † 5. April 2002)  war ein französischer Luftfahrtmanager und Geheimdienstagent.
Von 1947 bis 1955 leitete er als Oberst den Service de documentation extérieure et de contre-espionnage im Indochinakrieg.
Mit Opiumhandel finanzierte er Geheimdienstoperationen.
Aus der Arbitrage aus dem Transport von Betäubungsmitteln schmiedete er eine antikommunistische Koalition, welche von laotischen Bergvölkern bis zu Politikern, Polizisten und Berufsverbrechern in Saigon reichte.
Sie kauften den Bergstämmen der Hmong (Meo) Opium ab und setzten es in Südvietnam ab.
1971 war er Manager bei Dassault Aviation.